# Relations entre la Barbade et l'Inde
Les relations entre la Barbade et l'Inde sont les relations bilatérales de la Barbade et de la république de l'Inde. L'ambassade de l'Inde à Paramaribo, au Suriname, est simultanément accréditée à la Barbade. L'Inde dispose également d'un consulat honoraire à Holetown.

## Histoire
De nombreux Indiens du Gujarat, du Bengale et du Sind ont émigré à la Barbade au début du XXe siècle. Selon l'historien Sabir Nakhuda, le premier Indien à arriver à la Barbade a été Beshart Ali Dewan. Dewan, originaire de l'actuel État du Bengale-Occidental, a émigré à la Barbade en 1910,.
Les relations diplomatiques entre la Barbade et l'Inde ont été établies le 30 novembre 1966, date à laquelle la première est devenue un pays indépendant. Le même jour, l'Inde a fait don d'un trône qui a été placé à la Chambre d'assemblée de la Barbade,.
Une délégation indienne s'est rendue à la Barbade pour assister au sommet de la CARICOM en juillet 1996. La Barbade a soutenu la résolution du G-4 sur l'élargissement du Conseil de sécurité des Nations unies en 2007. Le pays a également voté en faveur de la candidature de l'Inde à un siège non permanent au Conseil de sécurité des Nations unies en 2011-2012, et soutient la candidature de l'Inde à un siège permanent au Conseil de sécurité.
La ministre des affaires étrangères de la Barbade, Billie A. Miller, s'est rendu en Inde à de nombreuses reprises pour participer à diverses conférences internationales. Le ministre d'État aux affaires extérieures, Digvijay Singh, s'est rendu à la Barbade en juin 2003 et a eu des entretiens avec la vice-première ministre et procureur général Mia Mottley, et le ministre d'État et ministre des affaires étrangères Billie Miller. Au cours de cette visite, les deux pays ont signé un protocole d'accord prévoyant la tenue de consultations régulières du ministère des affaires étrangères. Le ministre des finances Palaniappan Chidambaram s'est rendu à la Barbade en septembre 2005 pour participer à la réunion des ministres des finances du Commonwealth,,.
La toute première consultation des ministères des affaires étrangères entre la Barbade et l'Inde a eu lieu à Bridgetown du 28 avril au 1er mai 2015. Le secrétaire spécial du ministère des affaires étrangères, R. Swaminathan, et la secrétaire permanente du ministère des affaires étrangères et du commerce extérieur, Simone Rudder, ont dirigé les délégations de l'Inde et de la Barbade. M. Swaminathan a également eu des entretiens bilatéraux avec la ministre des affaires étrangères et du commerce extérieur Maxine McClean, le ministre de l'industrie, du commerce international, du commerce et du développement des petites entreprises Donville Inniss et le ministre de la santé John Boyce (en).
La Barbade et l'Inde ont signé un accord sur les services aériens le 6 octobre 2015. L'accord prévoit des droits de cinquième liberté et permet aux compagnies aériennes indiennes et barbadiennes d'exploiter des vols réguliers directs et des vols affrétés entre les deux pays,,.
En mai 2018, M. Shri P. P. Chaudhary, ministre d'État, du droit, de la justice et des affaires commerciales du gouvernement indien, s'est rendu à la Barbade et a discuté du cadre dans lequel les médecins indiens travaillent et opèrent à la Barbade, ainsi que des domaines des affaires internationales et des services financiers, des soins de santé, des accords de double imposition, des accords d'information fiscale, des accords de services aériens et des micro, petites et moyennes entreprises (MPME).